# سیارک ۸۲۳۷
سیارک ۸۲۳۷ (به انگلیسی: 8237 Constable، نامگذاری:7581P-L) هشت هزار و دویست و سی و هفتمین سیارک کشف شده‌است که در ۱۷ اکتبر ۱۹۶۰ کشف شد.
قدر مطلق سیارک برابر ۱۴٫۹۰ است.